# Protaetia puncticollis
Protaetia puncticollis är en skalbaggsart som beskrevs av Heller 1897. Protaetia puncticollis ingår i släktet Protaetia och familjen Cetoniidae. Inga underarter finns listade i Catalogue of Life.